# Crenicichla hemera
Crenicichla hemera är en fiskart som beskrevs av Kullander, 1990. Crenicichla hemera ingår i släktet Crenicichla och familjen Cichlidae. Inga underarter finns listade i Catalogue of Life.